# 水月とーこ
水月 とーこ（みづき とーこ、12月29日 - ）は、日本の漫画家。女性。
2023年12月よりアルファポリスにて「トカゲ（本当は神竜）を召喚した聖獣使い、竜の背中で開拓ライフ」のコミカライズを連載中。

## 同人活動
サークル「漂流屋敷」として同人活動をしている。オリジナル作品の他『ひぐらしのなく頃に』『ToHeart2』等の二次創作同人誌を執筆。

## 作品リスト

### 連載中
- 『トカゲ（本当は神竜）を召喚した聖獣使い、竜の背中で開拓ライフ』（『アルファポリス-電網浮遊都市-』 2023年12月 - 連載中）
  - 小説（原作：水都蓮）のコミカライズ。

### 連載終了
- 『がんばれ!消えるな!!色素薄子さん』 一迅社〈REXコミックス〉全12巻 （『Comic REX』 2009年2月号 - 2014年3月号）
  - 元々はオリジナルの同人誌であり、2007年5月にプレリュード版、同年8月に第1巻、2008年8月に第2巻、2009年2月にそれらをまとめた総集編が発行されている。
- 『わたしの小鳥先生』 竹書房〈バンブーコミックス〉全3巻 （『まんがライフSTORIA』 2014年 Vol.6 - 2017年 Vol.24）
- 『かみさまのいる景色』 Cygames〈サイコミ〉全4巻 （『サイコミ』 2017年4月 - 2019年3月）

### アンソロジー
- ToHeart2 Special Days コミックアンソロジー（一迅社〈DNAメディアコミックス〉）
- ToHeart2 Special Days コミックアンソロジー VOL.2（同上）
- ToHeart2 Special Days コミックアンソロジー VOL.3（同上）
- ひぐらしのなく頃に コミックアンソロジー 心麗し編（同上）
- 女装少年アンソロジーコミック 白組（一迅社〈REXコミックス〉 ISBN 978-4-7580-6204-6 『ないしょのおまじない』を収録）